# 小スビ島
小スビ島（インドネシア語: Pulau Subi Kecil）は南シナ海西南部にあるナトゥナ諸島の島。インドネシア語ではスビ・ケチルとなっており、ケチルは小を意味する。
リアウ島の南東90kmほど、ボルネオ島西部の北岸に位置している。南端から数百メートルの位置に大スビ島が存在する。
リアウ諸島州、ナトゥナ県に属している。